# 新金桥大厦
新金桥大厦是中国上海市浦东新区金橋出口加工區的一座摩天大楼。

## 历史
高度為212米，共有38层，該建築於1993年4月開建，1996年10月竣工。
新金橋大廈建成時一度是中国大陆最高的建築，直到同年晚些时候被深圳的信兴广场超越。在1998年金茂大厦建成之前，新金橋大廈是上海最高的建筑。

## 另見
- 上海市摩天大樓列表

## 外部鏈接
- 新金桥大厦在Emporis地產資料庫

- SkyscraperPage数据库中新金桥大厦的数据

| 紀錄                | 紀錄                         | 紀錄              |
| ------------------- | ---------------------------- | ----------------- |
| 前任者： 招商局大廈 | 上海市最高建築物 1996 – 1998 | 繼任者： 金茂大厦 |